# Luděk Šeller
Luděk Šeller (* 11. července 1995) je český běžec na lyžích a cyklista reprezentujicí Českou republiku na mezinárodních akcích. Je odchovancem TJ Tatran Chodov, odkud přešel do Fischer Ski klubu Šumava Vimperk a od roku 2015 závodil za Duklu Liberec, ve které zažil první starty ve Světovém poháru. V roce 2019 přešel do Sport clubu Plzeň.
Ve své dosavadní kariéře třikrát startoval na Mistrovství světa (2019, 2021, 2023) a je účastníkem olympijských her v Pekingu 2022. Jeho největším úspěchem je umístění na 4. místě ve Světovém poháru sprintu dvojic volnou technikou v Ulricehamn.

## Sportovní kariéra
Domácí scéna
Luděk je mnohonásobným medailistou MČR ve sprintu (1x zlato, 4x stříbro) a vítězem Českého poháru v roce 2017/2018 v kategorii mužů.
Mezinárodní scéna
Ve Světovém poháru debutoval v sezoně 2013/14 ve věku 18 let. Od té doby pravidelně reprezentuje na Světovém poháru a juniorských i seniorských Mistrovstvích světa.
Dosavadně nejúspěšnější sezónou je 2021/2022, kde ve všech sprintech dosáhl na bodované umístění. Nejlepším výsledkem je pak 4. místo na sprintu dvojic v Ulricehamn.
Výsledky ve Světovém poháru
| Sezóna  | Věk | Sezónní výsledky | Sezónní výsledky | Sezónní výsledky | Sezónní výsledky | Výsledky na Ski Tour | Výsledky na Ski Tour | Výsledky na Ski Tour | Výsledky na Ski Tour |
| Sezóna  | Věk | Počet startů     | Celkově          | Distance         | Sprinty          | Nordic Opening       | Tour de Ski          | WC Final             | Ski Tour Kanada      |
| ------- | --- | ---------------- | ---------------- | ---------------- | ---------------- | -------------------- | -------------------- | -------------------- | -------------------- |
| 2013/14 | 18  | 1                | neklas.          | —                | —                | —                    | —                    | —                    | —                    |
| 2017/18 | 22  | 3                | neklas.          | —                | —                | —                    | —                    | —                    | —                    |
| 2018/19 | 23  | 5                | neklas.          | —                | —                | —                    | —                    | —                    | —                    |
| 2019/20 | 24  | 9                | neklas.          | —                | —                | DNF                  | —                    | —                    | —                    |
| 2020/21 | 25  | 6                | 80.              | —                | 40.              | DNF                  | —                    | —                    | —                    |
| 2021/22 | 26  | 5                | 86.              | —                | 49.              | —                    | —                    | —                    | —                    |
| 2022/23 | 27  | 9                | 69.              | —                | 29.              | —                    | —                    | —                    | —                    |
| 2023/24 | 28  | 8                | 103.             | —                | 50.              | —                    | DNF                  | —                    | —                    |

### Výsledky na OH
| Rok  | Věk | 15 km | 30 km skiatlon | 50 km hromadný start | sprint | 4 × 10 km štafeta muži | sprint dvojic |
| ---- | --- | ----- | -------------- | -------------------- | ------ | ---------------------- | ------------- |
| 2022 | 26  | —     | —              | —                    | 29.    | —                      | 14.           |

### Výsledky na MS
| Rok  | Věk | 15 km | 30 km skiatlon | 50 km hromadný start | sprint | 4 × 10 km štafeta | sprint dvojic |
| ---- | --- | ----- | -------------- | -------------------- | ------ | ----------------- | ------------- |
| 2019 | 23  | —     | —              | —                    | 54.    | —                 | —             |
| 2021 | 25  | —     | —              | —                    | 24.    | —                 | 8.            |
| 2023 | 27  | —     | —              | —                    | 23.    | 15.               | 9.            |